# Trent Garrett
Trent Garrett (ur. 2 marca 1984 w Yorktown) – amerykański aktor telewizyjny i filmowy, model.

## Życiorys

### Wczesne lata
Urodził się w Yorktown w stanie Wirginia jako syn Grega Garretta i Libby Garrett. Dorastał w Hampton ze starszym bratem oraz młodszym bratem i siostrą. Chciał być zawodowym piłkarzem. Uczęszczał do Glory Day Lutheran School, a następnie do Hampton Christian Middle School i ostatecznie w roku 2003 ukończył Grafton High School. Przez jeden semestr uczęszczał na Liberty University. Występował w takich sztukach jak Romeo i Julia i Oliver Twist.

### Kariera
W 2004 roku w okolicach Los Angeles rozpoczął karierę jako model, reklamując wyroby Guess, Abercrombie & Fitch, Aeropostle, Lucky i Alternative Apparel. Trafił też do magazynów Cosmo, L'uomo Vogue, GQ. Wystąpił też w teledysku Joss Stone do piosenki „Super Duper Love” (2004). Zastąpił Scotta Speedmana i zagrał postać Michaela Corvina w filmie Underworld: Wojny krwi (2016).

## Wybrana filmografia
- 2009: 90210 jako Bru-Dog
- 2010–2011: Wszystkie moje dzieci jako Asher Pike
- 2012: Singielka z L.A. jako Jivers
- 2012: Za wszelką cenę jako Brad
- 2012: Dzidzitata jako Gene
- 2012: CSI: Kryminalne zagadki Nowego Jorku jako Oliver Epps
- 2016: Underworld: Wojny krwi jako Michael Corvin
- 2016: Jess i chłopaki jako Donovan
- 2017: Pępek świata jako Chester
- 2017: Andi Mack jako Bowie
- 2018: Kevin (Probably) Saves the World jako Charlie